# FN:s regionala informationskontor för Västeuropa
Förenta Nationernas regionala informationskontor för Västeuropa, som förkortas UNRIC (av det engelska namnet United Nations Regional Information Centre ), har sitt säte i Bryssel. UNRIC:s främsta uppgifter består i att sprida Förenta nationernas (FN) budskap och att sprida kunskap om och öka medvetenheten kring organisationen och dess mål
UNRIC tillhandahåller information om FN, exempelvis rapporter och dokument, pressmaterial, faktablad, broschyrer och planscher. UNRIC:s syfte är att nå ut till alla delar av samhället och för att uppnå detta har UNRIC också ett bibliotek som mottar frågor från allmänheten. FN-dokument finns tillgängliga på engelska, franska och spanska, men informationsmaterial erbjuds också på andra västeuropeiska språk.
UNRIC:s webbplats finns på tretton språk: danska, engelska, finska, franska, grekiska, holländska, isländska, italienska, norska, portugisiska, spanska, svenska och tyska. Varje sida innehåller information om FN:s struktur, huvudsakliga arbetsområden, målsättning, viktiga dokument och länkar till övriga FN-organ och arbets- och praktikplatsmöjligheter. Utöver detta finns också information om FN-aktiviteter, -evenemang och -dagar samt om UNRIC- och FN-program i regionen.
UNRIC genomför också informationsprojekt och kampanjer tillsammans med samarbetspartner som regeringar, massmedia, ideella organisationer, utbildningsinstitutioner och lokala myndigheter.

## Verksamhetsområde
Sedan den 1 januari 2004 har UNRIC, Förenta Nationernas regionala informationskontor för Västeuropa, information för Belgien, Cypern, Danmark, Finland, Frankrike, Grekland, Irland, Island, Italien, Luxemburg, Malta, Monaco, Nederländerna, Norge, Portugal, San Marino, Spanien, Storbritannien, Sverige, Tyskland och Vatikanstaten. 
UNRIC samarbetar också med Europeiska unionens institutioner i Bryssel.

## Referensbiblioteket
UNRIC:s referensbibliotek tillhandahåller FN-dokument och publikationer på engelska, franska och spanska. Bakgrundsinformation om FN-relaterade områden och generellare information om FN:s arbete finns också att tillgå. Biblioteket besvarar också frågor från allmänheten.

## Internationella år

### Internationella potatisåret
Firandet av det internationella potatisåret strävar efter att uppmärksamma potatisens betydelse och betydelsen av jordbruket i allmänhet i kampen mot globala problem så som hunger, fattigdom och klimatförändringar. Det internationella potatisåret inleddes officiellt på FN:s högkvarter i New York den 18 oktober 2007 med en öppningsceremoni hos det Ekonomiska och sociala rådet (ECOSOC), ett evenemang för samarbetspartner och en utställning om potatis öppen för allmänheten.

### Internationella året för planeten jorden
Den 12 och 13 februari inleddes det internationella året för planeten jorden i högkvarteret för FN:s organisation för utbildning, vetenskap och kulturs (Unesco) i Paris. Evenemanget anordnades av kommittén för det internationella året för planeten jorden och den nationella kommittén för det internationella året för planeten jorden i Frankrike i samarbete med Internationella geologiunionen (IUGS) och Unesco. Unescos generaldirektör Koïchiro Matsuura var värd för evenemanget och ett antal stats- och regeringschefer var inbjudna att tala till åhörarna.

### Internationella året för sanitet
Det huvudsakliga målet för det internationella året för sanitet var att påskynda arbetet för att uppnå millenniemålet för sanitet. Tillgång till rent vatten och goda sanitära förhållanden är grundläggande för god hälsa, värdighet och utveckling. Förbättrade sanitära förhållanden, speciellt för människor som lever i fattigdom, är en förutsättning för att nå millenniemålen. Det internationella året för sanitet strävade efter att höja medvetenheten och engagemanget kring dessa frågor, engagera regeringar, förverkliga löften, främja hållbara lösningar, säkra finansiering samt utveckla och stärka människors kapacitet.

### Internationella språkåret
Den 16 maj 2007 utsåg FN:s generalförsamling år 2008 till det internationella språkåret som leddes av Unesco.

## FN i Bryssel
UNB, FN i Bryssel, är det gemensamma namnet för de FN-organ som finns representerade i Bryssel. UNB arbetar för att etablera ett starkt nätverk mellan FN-organen i Bryssel och med andra institutioner samt ideella organisationer. UNB arbetar också för att öka synligheten kring FN och organisationens samarbetspartner genom gemensamma initiativ och projekt. En central del i UNB var inrättandet av en kommunikationsgrupp, UNCG i januari 2007. UNCG:s huvudmål är att arbeta gemensamt för att förbättra den interna kommunikationen och bättre koordinera gemensamma initiativ och projekt mellan de olika FN-organ som finns representerade i Bryssel.
FN-huset, där de flesta av FN:s organ som är representerade i Bryssel har sina kontor, ligger på Rue Montoyer 14l.

## BGV:s projekt och informationskampanjer
Förenta Nationernas regionala informationskontor för Västeuropa, UNRIC, och FN:s informations kontor i Wien och Genève har inlett ett samarbete under förkortningen BGV, (Brussels, ’Bryssel’, Geneva, ’Genève’, Vienna, ’Wien’). BGV omfattar hela västra Europa och har lanserat en rad gemensamma projekt och även initierat en Europeisk informationskampanj för att informera medborgarna i Europa om, och engagera dem i, FN:s arbete.

### FN:s vänner
FN:s vänner, Friends of the United Nations (FUN), är ett löst nätverk av enskilda personer och organisationer som stödjer eller bidrar i FN:s arbete. Personer inom bland annat kultur, underhållning, idrott, vetenskap och andra områden kan utses av UNRIC till FN:s vänner.
En FN-vän har inga förpliktelser eller skyldigheter gentemot organisationen utan utnämningen innebär endast att personen är en FN-vän, en global medborgare.

### Känn till dina rättigheter
År 2008 hade Förenta nationernas allmänna förklaring om de mänskliga rättigheterna funnits i 60 år. Den 10 december 2007 började en årslång och organisationsomfattande kampanj för att uppmärksamma detta. Kontoret för FN:s högkommissarie för mänskliga rättigheter i Genève var det ledande organet för uppmärksammandet av 60-årsjubileet och som ett komplement till denna kampanj lanserade UNRIC och FN:s informationskontor i Wien och Genève den första Europaomfattande informationskampanjen för att informera medborgarna om deras rättigheter.
Kampanjen hade namnet Know Your Rights 2008 – Känn till dina rättigheter. Alla var välkomna att ansluta sig till kampanjen genom att presentera sina evenemang, projekt och idéer i evenemangskalendern på webbplatsen. Talesman för kampanjen var Lille prinsen, huvudpersonen i Antoine de Saint-Exupérys mest kända roman, en sagohjälte med ett universellt budskap.

### Serieteckningar för fred
I oktober 2006 presenterades ett nytt projekt i New York kallat ”Cartooning for Peace”, ’Serieteckningar för fred’. Projektet initierades av FN:s informationsavdelning (DPI) och den franska serietecknaren Plantu. Sedan dess har UNRIC och FN:s informationskontor i Genève organiserat åtta upplagor av Cartooning for Peace i olika städer runt om i Europa och en i Atlanta. Hittills har fler än trettio av de mest ansedda politiska serietecknarna från hela världen anslutit sig till detta projekt och delat med sig av sina talanger för att göra serieteckningar för fred till ett återkommande evenemang. Nästa upplaga av Serieteckningar för fred går av stapeln i Jerusalem i juni 2008.

## UNRIC Magazine
UNRIC Magazine är UNRIC:s elektroniska tidning. Den innehåller nyheter om Förenta nationerna och FN-relaterade aktiviteter och evenemang i Västeuropa. Tidningen innehåller också debattartiklar, intervjuer, bakgrundsinformation om FN-projekt och information om nyligen utsedda FN-tjänstemän och rapportlanseringar. Tidningen utkommer i början av varje månad.

## Fotnoter
1. ↑  Mer information om UNRIC:s referensbibliotek
2. ↑  Webbplats för internationella potatisåret Arkiverad 21 september 2007 hämtat från the Wayback Machine.
3. ↑  Webbplats för det internationella året för planeten jorden
4. ↑  Webbplats för det internationella året för sanitet Arkiverad 13 maj 2008 hämtat från the Wayback Machine.
5. ↑  ”Webbplats för det internationella språkåret”. Arkiverad från originalet den 24 december 2016. https://web.archive.org/web/20161224171349/http://portal.unesco.org/culture/en/ev.php-URL_ID%3D35344%26URL_DO%3DDO_TOPIC%26URL_SECTION%3D201.html. Läst 21 april 2019.
6. ↑  Webbplats för FN i Bryssel
7. ↑  ”Webbplats för kampanjen”. Arkiverad från originalet den 8 maj 2008. https://web.archive.org/web/20080508052853/http://www.knowyourrights2008.org/#. Läst 15 maj 2008.
8. ↑  Webbplats för Cartooning for Peace Arkiverad 29 april 2008 hämtat från the Wayback Machine.
9. ↑  ”UNRIC Magazines webbplats”. Arkiverad från originalet den 22 januari 2009. https://web.archive.org/web/20090122062920/http://unricmagazine.org/. Läst 15 maj 2008.